# Felix von Heijden
Herman Carel Felix Clotilde von Heijden (Weerselo, 11 aprile 1890 – Boxtel, 17 novembre 1982) è stato un calciatore olandese, di ruolo attaccante.

## Carriera
A livello di club, Felix von Heijden ha giocato tra le file del NEC; in Nazionale ha giocato una sola partita, il 5 settembre 1920, ad Anversa, contro la Spagna
Nel 1920 ha preso parte ai Giochi olimpici di Anversa, dove la Nazionale olandese ha vinto la medaglia di bronzo. Inoltre fu selezionato, come riserva, per i Giochi olimpici di Stoccolma

## Palmarès

### Nazionale
- Bronzo olimpico: 2

Olanda: Anversa 1920

## Statistiche

### Cronologia presenze e reti in Nazionale
| Cronologia completa delle presenze e delle reti in nazionale ― Paesi Bassi | Cronologia completa delle presenze e delle reti in nazionale ― Paesi Bassi | Cronologia completa delle presenze e delle reti in nazionale ― Paesi Bassi | Cronologia completa delle presenze e delle reti in nazionale ― Paesi Bassi | Cronologia completa delle presenze e delle reti in nazionale ― Paesi Bassi | Cronologia completa delle presenze e delle reti in nazionale ― Paesi Bassi | Cronologia completa delle presenze e delle reti in nazionale ― Paesi Bassi | Cronologia completa delle presenze e delle reti in nazionale ― Paesi Bassi |
| Data                                                                       | Città                                                                      | In casa                                                                    | Risultato                                                                  | Ospiti                                                                     | Competizione                                                               | Reti                                                                       | Note                                                                       |
| -------------------------------------------------------------------------- | -------------------------------------------------------------------------- | -------------------------------------------------------------------------- | -------------------------------------------------------------------------- | -------------------------------------------------------------------------- | -------------------------------------------------------------------------- | -------------------------------------------------------------------------- | -------------------------------------------------------------------------- |
| 5-9-1920                                                                   | Anversa                                                                    | Paesi Bassi                                                                | 1 – 3                                                                      | Spagna                                                                     | Olimpiadi 1920                                                             | -                                                                          |                                                                            |
| Totale                                                                     |                                                                            | Presenze                                                                   | 1                                                                          |                                                                            | Reti                                                                       | 0                                                                          |                                                                            |